# Payaguaes
Los payaguaes fueron un pueblo del Chaco Boreal en el Paraguay de la familia guaycurú que en épocas coloniales vivían a lo largo del río Paraguay desde el Gran Pantanal del Mato Grosso del Sur en Brasil y Bolivia hasta la provincia del Chaco en Argentina. El nombre "payaguá" no es el que ellos mismos se daban sino el que con cierto matiz peyorativo le dieron sus rivales y enemigos: los guaraníes. El cortometraje Los señores de los ríos, de Elián Álvarez, habla sobre la cultura de los payaguas.
El cronista de la expedición del adelantado Pedro de Mendoza, Ulrico Schmidl, describió al grupo de los agaces -payaguaes meridionales- que encontraron de viaje al Paraguay en 1536 en su obra Viaje al Río de la Plata, llamándolos aigeiss, aigas, aeiges, aygass, aygas y aygaysen:

De allí llegamos a una nación llamada Aigeiss, tienen pescado y carne; son altos y bien formados, uno y otro sexo; las mujeres son lindas, se pintan y se tapan las vergüenzas.
 Eso que llegamos adonde ellos estaban, se presentaron de guerra dispuestos a pelearnos; y con esto creían no dejarnos pasar adelante; cuando esto vimos y que no había más remedio, nos encomendamos a Dios, el Todopoderoso, y nos preparamos en orden de batalla por agua y por tierra, los peleamos y acabamos a muchísimos de los Aigas, y ellos nos mataron 15 hombres. Dios los favorezca a todos. Estos Aeiges son buenos guerreros, los mejores que hay, si es por agua, pero por tierra no lo son tanto.
 Con tiempo habían hecho huir a sus mujeres e hijos, del mismo modo habían ocultado la comida y cuanto tenían, así que no les pudimos quitar ni aprovechar nada. Mas cómo les fue al fin es lo que a su tiempo se dirá.
 Su pueblo está cerca de un agua corriente que se llama Jepedy, se halla en la otra banda del Paraboe, nace de la sierra del Perú, de una ciudad llamada Duchkameyen. A los Aeiges de los dichos Kuremagbeis son 35 milla de camino (...) Después de esto tuvimos que dejar a estos Aygass y llegamos a una otra nación, llamada Caríes, están a 50 millas de camino de los Aygas (...) A estos carios desde los Aygaysen hay 30 millas...

Schmidl menciona también a los payaguáes propiamente dichos llamándolos pienbaís, pienbas, pienbass y piembas:

Después de esto permanecimos nosotros 6 meses más en esta ciudad Nostra Singnora de Sunsión, en Alemán -Unnser Trauen Himelfart, y descansamos esa temporada. Por ese tiempo hizo nuestro capitán Jann Eyollas que estos carios le contasen de una nación llamados Pienbaís; contestaron ellos, que de esta ciudad Sunsión hasta los pienbas había 100 millas de camino, aguas arriba del Paraboe. Otra vez hizo preguntarles nuestro capitán a los carios, si también ellos, los Pienbass tenían comida, y qué era lo que no les gustaba; la clase de gente que era y cuáles sus defectos; así contestaron ellos, los piembas no tienen más comida que pescado y carne, cuerno de cabra, o algorabo o pan de San Juan; de estos cuernos de cabra hacen ellos miel que comen con el pescado; también de esto hacen vino, y es dulce como la hidromel en Alemania.

Eran cazadores nómadas y pescadores que dominaban con sus canoas el río Paraguay y hostilizaban a los guaraníes que vivían al oriente del mismo robando sus cosechas. Tomaron contacto con Juan de Ayolas, quien el 2 de febrero de 1537 fundó en sus tierras el puerto de Candelaria. Al año siguiente fue muerto por estos indígenas al regresar de su expedición al Chaco. A partir de la fundación de Asunción atacaron también a los españoles transformándose en piratas del río Paraguay (una de las etimologías más probables del actual topónimo "Paraguay" provendría de los acérrimos enemigos de los "payaguá": los guaraníes (recordar que el nombre "payaguá" es el que le dieron los guaraníes a esta etnia enemiga de los guaraníes).
Su lengua formó parte de la familia lingüística mataco-guaycurú. Ha sido catalogada como un dialecto guaycurú, pero también existe la hipótesis de que haya sido de la subfamilia mataco-mataguaya.
A partir de 1719 los sarigués, cadigué, kadigué o kadigé o en portugués "caduveo" que formaban la rama septentrional de los payaguá en alianza con otros guaycurúes se dedicaron a atacar a los portugueses del Mato Grosso, desplazando a los guató (antes llamados jarayes o xarayes por los españoles) del área del Gran Pantanal. El botín obtenido junto con los esclavos capturados eran vendidos en Asunción. En 1730 atacaron la flota de Lanhas Peixoto que transportaba el quinto del rey de las minas de oro de Cuyabá hacia San Pablo y que luego vendieron en Asunción.
El grupo meridional llamado tacumbú fue contenido hacia 1750 por el gobernador Rafael de la Moneda, quien fundó una cadena de fuertes a lo largo del río, y terminaron acordando la paz con los españoles e instalándose en las cercanías de Asunción, ciudad que se beneficiaba con la venta de esclavos que hacían los payaguaes. Posteriormente hacia 1770, los cadigué se les unieron, impedidos de atacar a los portugueses por los fuertes que estos fundaron sobre el río Paraguay.
Utilizaban las islas del río Paraguay para enterrar a sus muertos, a los que cubrían sus cabezas con grandes vasijas en forma de campanas.

## Origen del nombre Paraguay

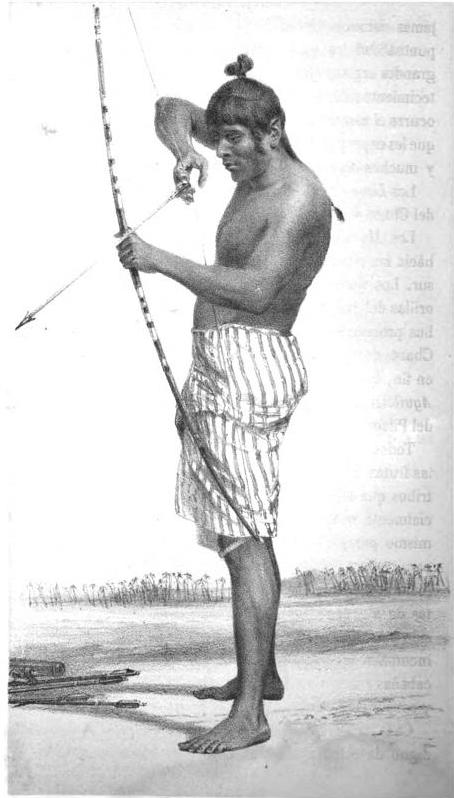
Cacique de los Indios Payaguás, litografía francesa de 1862.

El nombre Paraguay parece provenir del guaraní Payaguá-ý (río de los payaguás), el grafema "y" que comenzó a ser utilizado hacia el siglo XVII por los misioneros católicos representa a una vocal cerrada (próxima a la "i") aunque cerrada y gutural o con "stop glotal".

## Disminución y descendencia

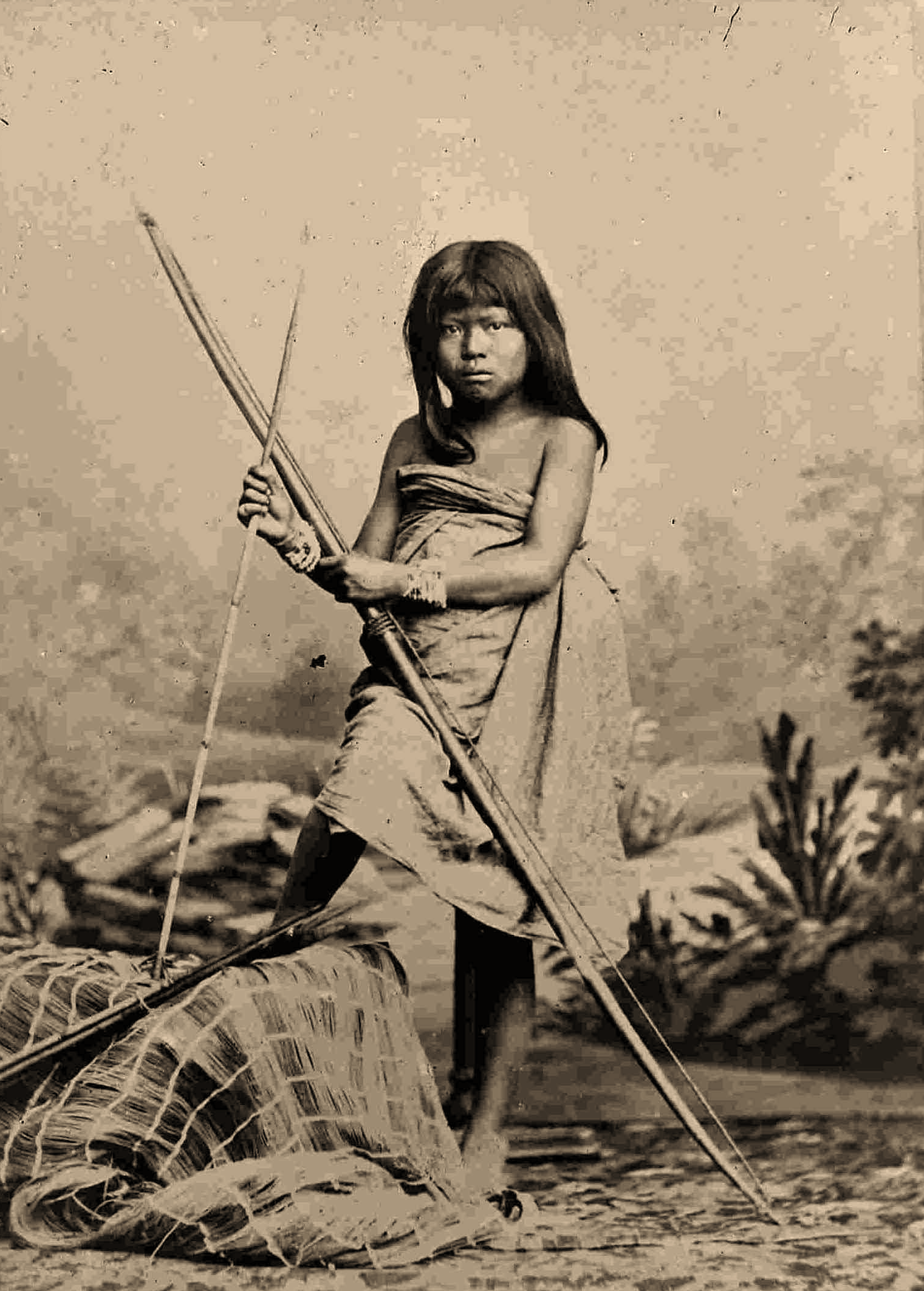
Mujer Payaguá

Antes de la independencia del Paraguay, los Payaguaes del sur llamados "Agaces", comenzaron a sufrir el mestizaje con los Paraguayos y con los indígenas, debido a su reducido número y más a las devastadoras epidemias, terminó diezmandolos. 
En cambio los Sarigüé, durante la Guerra de la triple alianza se tenían registros de 500 individuos que vivían en Asunción, de los cuales solo 17 habían sobrevivido al conflicto, entre ellos se encontraba el sargento Cuatí que es conocido por salvar la vida al general Jose Eduvigis Díaz de ahogarse; la última Payaguá era María Domínguez Miranda que falleció en 1942; sin embargo los mestizos que forman parte de sus descendientes Sarigüé y Agacé llegarían a las 3000 personas, que viven en las localidades ribereñas como Chaco´í, San Antonio, Nanawa y en mayor número en Ricardo Brugada.
La antropóloga Branislava Susnik afirma que:

Los motes payaguá y guaicurú siguen siendo despectivos, y nadie quiere confesar que desciende de estas parcialidades, o de otras no-guaraníes.
Branislava Susnik